# 北海道道821号京极停车场线
北海道道821号京极停车场线（日语：北海道道821号京極停車場線）是位于北海道虻田郡京极町的一条普通道道。

## 道路概况
- 起点：北海道虻田郡京极町京极（旧国鉄京极车站）
- 終点：北海道虻田郡京极町京极
- 全长：0.8 千米

## 经过的自治体
- 後志综合振兴局
  - 虻田郡京極町

## 链接的道路
- 国道276号（终点）

## 历史
- 1974年（昭和49年）3月31日：道路勘定[1]